# Chaise-Dieu-du-Theil
Chaise-Dieu-du-Theil – miejscowość i gmina we Francji, w regionie Normandia, w departamencie Eure.
Według danych na rok 1990 gminę zamieszkiwało 241 osób, a gęstość zaludnienia wynosiła 41 osób/km² (wśród 1421 gmin Górnej Normandii Chaise-Dieu-du-Theil plasuje się na 664. miejscu pod względem liczby ludności, natomiast pod względem powierzchni na miejscu 619.).